# 幸手都市ガス
幸手都市ガス株式会社（さってとしガス）は、埼玉県幸手市に本社を置くガス会社である。

## 沿革
- 1971年（昭和46年）7月14日 - 地域住民110名の出資により資本金8,000万円で設立。
- 1972年（昭和47年）1月28日 - 東京通商産業局長による一般ガス事業許可。

## ガス導管区域
- 埼玉県幸手市・北葛飾郡杉戸町・久喜市の一部（旧・鷲宮町）